# Calileptoneta noyoana
Calileptoneta noyoana är en spindelart som först beskrevs av Willis J. Gertsch 1974.  Calileptoneta noyoana ingår i släktet Calileptoneta och familjen Leptonetidae. Inga underarter finns listade.